# تیوب (دوچرخه)

1: طوقه دوچرخه 2: کش طوقه 3:دیوار طوقه 4: سیم داخلی لاستیک(در لاستیک های سیمی) 5: تیوب 6: بدنه لاستیک 7: آج های لاستیک

تیوب دوچرخه که با نام انگلیسی  tube شناخته می شود یک استوانه لاستیکی بادکنکی است که بصورت دایره شکل دو سر آن به هم متصل شده و مهر و موم می شود و توسط یک سوپاپ داخل آن با فشار هوا پر میشود. تیوب دوچرخه در داخل لاستیک دوچرخه قرار می گیرد.  هوا فشرده شده داخل تیوب یکی از یهترین فناوری هایی است که تا بحال برای حرکت نرم چرخ ها اختراع شده است.

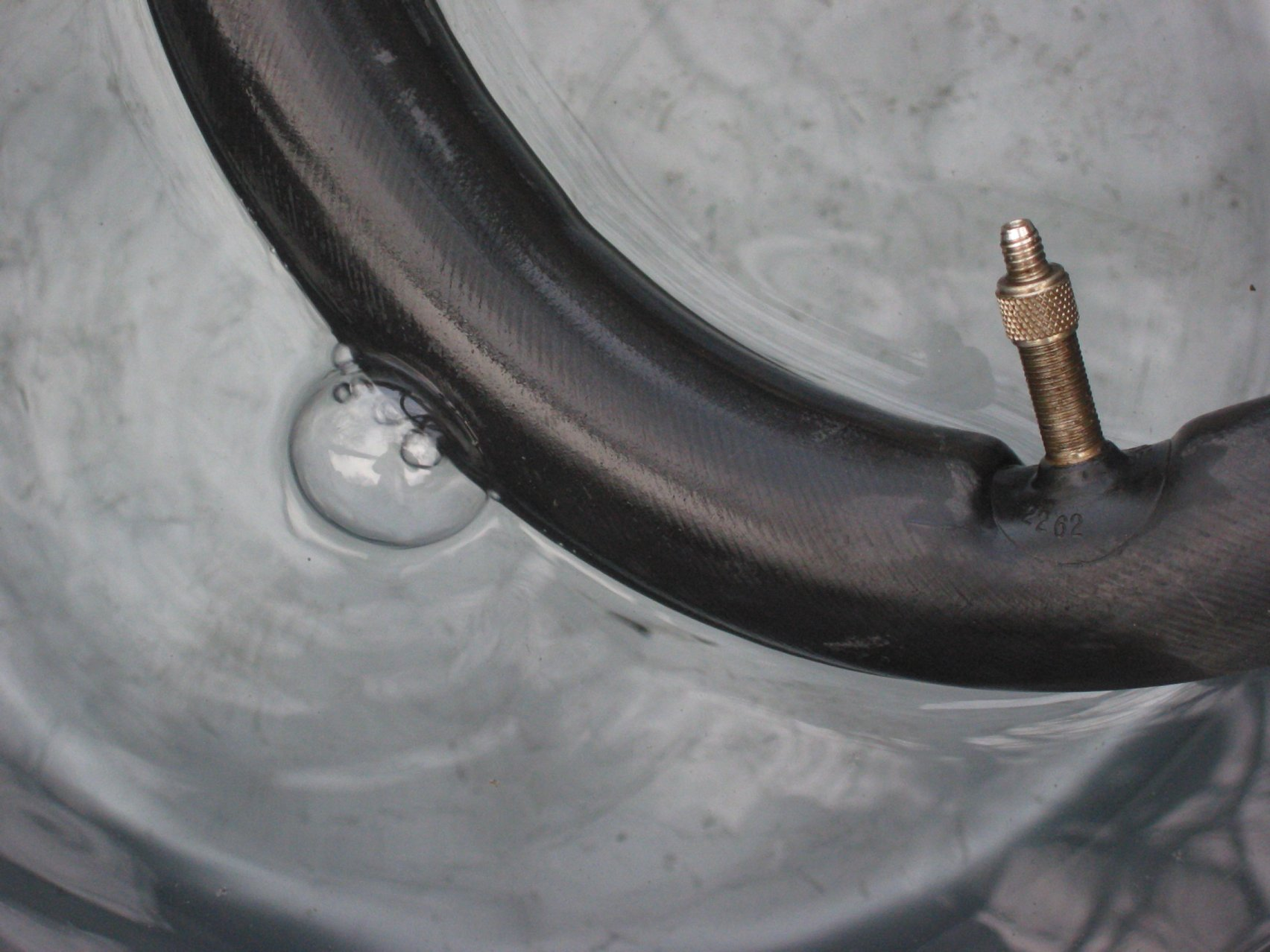
تصویر تیوب دوچرخه که برای پیدا کردن سوراخ ایجاد شده در داخل ظرف آب قرار داده شده است.

اگر شیع تیزی واردلاستیک دوچرخه شود تیوب دوچرخه سوراخ می شود و باعث خالی شدن باد فشرده شده داخل تیوب میشود که به این اتفاق پنچری لاستیک گفته میشود. که در اقلب مواقع پنچری دوچرخه با چسب مخصوص پنچری قابل تعمیر است.